# 瘤唇鯔
瘤唇鯔為輻鰭魚綱鯔形目鯔科的其中一種，分布於東大西洋區，從摩洛哥至直布羅陀海域，另也包括地中海，體長可達25公分，棲息在沿海海域。

## 擴展閱讀
維基物種上的相關：瘤唇鯔